# اورزلی
اورزلی (به انگلیسی: Eversley) یک روستا و محله مدنی در بریتانیا است که در Hart واقع شده‌است. اورزلی ۱٬۶۵۳ نفر جمعیت دارد.